# Bidoma indivisum
Bidoma indivisum is een hooiwagen uit de familie Biantidae. De wetenschappelijke naam van Bidoma indivisum gaat terug op Silhavý. De originele naamcombinatie (protoniem) was Bidoma indivisa Silhavý, 1973; mar met een verkeerde geslacht van de soortnaam.